# 帰ってほしいの! アンリリースト・マスターズ
帰ってほしいの! アンリリースト・マスターズ（かえってほしいの- 英語: I Want You Back! Unreleased Masters）は2009年11月にアメリカ合衆国でモータウンから発売されたジャクソン5の未発表曲集アルバム(CD)である。
コンピレーション・アルバムとなっており、当時の中心メンバーであるマイケル・ジャクソン、ジャーメイン・ジャクソンなどが参加している。また、2010年1月には国内盤が発売。

## 概要
収録はジャクソン5全盛期の1969年~1975年。一部の曲を除いて、スタジオで歌われた音源である。また、既出の曲の改編バージョンや、ジャクソン5の未発表曲が収録されている。発売されたのは2009年11月10日の事で、親元の会社モータウンからリリースされた。

## 収録曲
1. Medley:I Want You Back/ABC/The Love You Save (Alternate version) 
「帰ってほしいの」・「ABC」・「小さな経験」の改編バージョン。
2. That's How Love Is  
アルバム発売前にリリースされた曲。
3. Listen I'll Tell You How
4. Man's Temptation
5. Never Can Say Goodbye (Alternate version)  
「さよならは言わないで」の改編バージョン。
6. Love Comes In Different Flavors
7. ABC (Alternate Version) 
「ABC」の改編バージョン。
8. Love Call
9. Buttercup
スティーヴィー・ワンダーとの共作。
10. Lucky Day
11. I'll Try You'll Try (Maybe We'll All Get By)
12. Dancing Machine (Alternate Version)
「ダンシング・マシーン」の改編バージョン。